# CATSPER3
CATSPER3 (англ. Cation channel sperm associated 3) – білок, який кодується однойменним геном, розташованим у людей на короткому плечі 5-ї хромосоми.  Довжина поліпептидного ланцюга білка становить 398 амінокислот, а молекулярна маса — 46 422.
| 10         |  | 20         |  | 30         |  | 40         |  | 50         |
| ---------- |  | ---------- |  | ---------- |  | ---------- |  | ---------- |
| MSQHRHQRHS |  | RVISSSPVDT |  | TSVGFCPTFK |  | KFKRNDDECR |  | AFVKRVIMSR |
| FFKIIMISTV |  | TSNAFFMALW |  | TSYDIRYRLF |  | RLLEFSEIFF |  | VSICTSELSM |
| KVYVDPINYW |  | KNGYNLLDVI |  | IIIVMFLPYA |  | LRQLMGKQFT |  | YLYIADGMQS |
| LRILKLIGYS |  | QGIRTLITAV |  | GQTVYTVASV |  | LLLLFLLMYI |  | FAILGFCLFG |
| SPDNGDHDNW |  | GNLAAAFFTL |  | FSLATVDGWT |  | DLQKQLDNRE |  | FALSRAFTII |
| FILLASFIFL |  | NMFVGVMIMH |  | TEDSIRKFER |  | ELMLEQQEML |  | MGEKQVILQR |
| QQEEISRLMH |  | IQKNADCTSF |  | SELVENFKKT |  | LSHTDPMVLD |  | DFGTSLPFID |
| IYFSTLDYQD |  | TTVHKLQELY |  | YEIVHVLSLM |  | LEDLPQEKPQ |  | SLEKVDEK   |

A: Аланін

C: Цистеїн

D: Аспарагінова кислота

E: Глутамінова кислота

F: Фенілаланін

G: Гліцин

H: Гістидин

I: Ізолейцин

K: Лізин

L: Лейцин

M: Метіонін

N: Аспарагін

P: Пролін

Q: Глутамін

R: Аргінін

S: Серин

T: Треонін

V: Валін

W: Триптофан

Кодований геном білок за функціями належить до іонних каналів, потенціалзалежних каналів, білків розвитку. 
Задіяний у таких біологічних процесах як транспорт іонів, транспорт, диференціація, сперматогенез, транспорт кальцію. 
Білок має сайт для зв'язування з іоном кальцію. 
Локалізований у клітинній мембрані, мембрані, клітинних відростках, війках.